# وحدة التغذية الحلقية
في أنظمة توزيع الطاقة الكهربائية، وحدة التغذية الحلقية (RMU (Ring Main Unit)) هي مجموعة مجمعة بالمصنع تتكون باختصار من مجموعة من المفاتيح الكهربائية المغلقة تستخدم لربط المحطات الفرعية ببعضها بطريقة الحلقة وداخل محطات الجهد المتوسط (11 كيلو فولت إلى 36 كيلو فولت) بغرض حماية المحولات الموصلة بها في حالة حدوث مشكلة بالشبكة أو فصل جزء من الشبكة (محول على سبيل المثال) في حالة الصيانة.

## الاستخدام
تستخدم الوحدة في الجهود المتوسطة في تغذية محولات التوزيع بحيث تعمل على ضمان استمرارية الامداد الكهربي وتمكين عمليات الصيانة دون قطع التيار الكهربي على المستهلكين.

## التكوين
تتكون الوحدة بشكل عام من ثلاث مفاتيح لقطع الحمل (مدخلين ومخرج) لدى كل مفتاح ثلاث أوضاع (الفتح، الغلق، التأريض). كما يستخدم للعزل وإطفاء الشرارة غاز سداسي فلوريد الكبريت. يجب مراعاة ألا يزيد أمبير الدخول عن 630. في حالة وجود أكثر من مخرج يمكن إضافة ملحق خروج بالوحدة.
أقصى عدد للسكاكين 4 داخل (سكينه دخل، سكينه خرج، سكينه مناول، سكينه فيوز)
قد تحتوي بعض الوحدات على سخان يستخدم في حالة وجود بخار ماء أو ندى. يحتوي السخان على مقاومة متغيرة للتحكم في تغير درجة الحرارة. تحتوي الوحدة أيضا على أميتر، فولتميتر ولمبة بيان.

## التاريخ
بدأ استخدام وحدة التغذية الحلقية للمرة الأولى في المملكة المتحدة أما الآن فهي مستخدمة على نطاق واسع في مختلف البلدان ما عدا بعض ولايات أمريكا الشمالية التي تعمل على صناعة وحدة ثانوية مثبتة على المحول. 

## الأنواع
يتم تمييز وحدات التغذية الحلقية بنوع العزل إما الهواء أو الزيت أو الغاز. يمكن أن يكون المفتاح المسئول عن فصل المحول فيوز أو قاطع دائرة سواء كان يعمل بالهواء أو غاز لإخماد الشرارة.
تحتوي بعض الوحدات على مرحلات حماية لتشغيل قاطع الدائرة في حالة حدوث خطأ. 

### التصنيف حسب الجهد
| المكون              | 12 كيلو فولت       | 24 كيلو فولت       |
| ------------------- | ------------------ | ------------------ |
| الطول               | أقل من 2 متر       | أكبر من 2 متر      |
| حجم سكاكين الكهرباء | صغيرة              | كبيرة              |
| حجم سكينه الفصل     | صغيرة              | كبيرة              |
| المسافة بين البارات | 11 سم تقريبا       | 24-26 سم           |
| السخان              | 25 أمبير (200 وات) | 40 أمبير (400 وات) |

وحدة التغذية الحلقية بغاز سداسي فلوريد الكبريت XGN74-12 AC
| الفلطية المقدرة               | 12 كيلوفولت |
| ----------------------------- | ----------- |
| التردد                        | 50 هرتز     |
| التيار المقدر                 | 630         |
| تيار تحمل الزمن القصير المقدر | 20          |
| تيار التحمل الذروي المقدر     | 50          |

وحدة التغذية الحلقية المغلقة معدنيا HXGN11-12 AC
| الفلطية المقدرة               | 12 كيلوفولت        |
| ----------------------------- | ------------------ |
| التردد                        | 50 هرتز أو 60 هرتز |
| التيار المقدر                 | 630                |
| تيار تحمل الزمن القصير المقدر | 20                 |
| تيار التحمل الذروي المقدر     | 50                 |

وحدة التغذية الحلقية الصلبة المغلقة معدنيا XGHY2-12 AC
| الفلطية المقدرة               | 12 كيلوفولت |
| ----------------------------- | ----------- |
| التردد                        | 50 هرتز     |
| التيار المقدر                 | 630         |
| تيار تحمل الزمن القصير المقدر | 20          |
| تيار التحمل الذروي المقدر     | 50          |

وحدة التغذية الحلقية الهوائية المغلقة معدنيا XGN118-12 AC
| الفلطية المقدرة               | 12 كيلوفولت |
| ----------------------------- | ----------- |
| التردد                        | 50 هرتز     |
| التيار المقدر                 | 630         |
| تيار تحمل الزمن القصير المقدر | 20          |
| تيار التحمل الذروي المقدر     | 50          |

## وصلات خارجية
- صفحة إيه بي بي للشبكات الكهربية- على اليوتيوب